# Tom George Longstaff
Pour les articles homonymes, voir Longstaff.
Pas d'image ? Cliquez ici
Tom George Longstaff, né le 15 janvier 1875 à Kingston-upon-Hull, et mort le 26 ou 27 juin 1964, à Achiltibuie (en), (Ross-shire), est un médecin, explorateur et alpiniste britannique, premier alpiniste à avoir dépassé les 7 000 mètres d'altitude,.

## Biographie
Grand voyageur, Tom George Longstaff a l'occasion entre autres de visiter vingt fois les Alpes, six fois l'Himalaya, cinq fois l'Arctique, deux fois les montagnes Rocheuses et une fois le Caucase. Ainsi, en 1909, il visite la partie orientale du Karakoram, traverse le Saltoro et découvre le glacier de Siachen et le groupe du Teram Kangri (7 462 m). Dans le Caucase, il effectue bon nombre de premières. En 1922, il est chef-adjoint de l'expédition britannique à l'Everest dirigée par le colonel Charles Granville Bruce et de 1947 à 1949, il est président de l'Alpine Club.

## Ascensions
- 1905 : tentative au Nanda Devi avec les guides Alexis Brocherel et Henri Brocherel.
- 1905 : tentative au Nanda Kot (6 861 m) avec Alexis et Henri Brocherel.
- 1905 : tentative à la Gurla Mandhata avec les guides Alexis et Henri Brocherel. Établissement d'un nouveau record d'altitude en alpinisme à plus de 7 000 m[3],[4].
- 1905 : tentative au Trisul (7 120 m) avec Alexis et Henri Brocherel[5].
- 1907 : ascension du Trisul avec les frères Brocherel, le 12 juin[6]. Le Trisul est alors le plus haut sommet jamais gravi[4].
- 1907 : exploration de l'Abi Gamin avec C. G. Bruce.
- 1907 : exploration du Kamet avec C. G. Bruce, A. L. Mumm, Alexis et Henri Brocherel.

## Publications
- (en) Tom George Longstaff, This my voyage, t. 1950, John Murray, 324 p.